# Francis Malone
Francis Ignatius Malone (ur. 1 września 1950 w Filadelfii) – amerykański duchowny katolicki, biskup Shreveport od 2020.

## Życiorys
Święcenia kapłańskie otrzymał 21 maja 1977 i został inkardynowany do diecezji Little Rock. Pracował głównie jako duszpasterz parafialny, był także m.in. wikariuszem generalnym diecezji oraz pomocniczym wikariuszem sądowym.
19 listopada 2019 papież Franciszek mianował go ordynariuszem diecezji Shreveport. Sakry udzielił mu 28 stycznia 2020 metropolita Nowego Orleanu – arcybiskup Gregory Aymond.